# Harlow

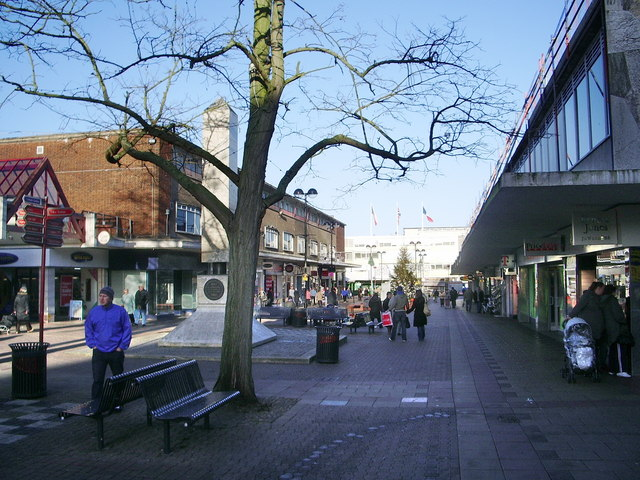
Harlow

Harlow je bývalé „nové“ město a nyní samosprávné město a obvod místní samosprávy v hrabství Essex v Anglii. Město leží na západě hrabství při hranici s Hertfordshire, v údolí řeky Stort, nachází se v blízkosti dálnice M11 a je součástí londýnského předměstí. Město má v současnosti 78 768 obyvatel (odhad z roku 2005).

## Politika
Labouristický poslanec Bill Rammell byl znovuzvolen ve veřejných volbách v roce 2005.
Před obecními volbami v roce 2008 neměla žádná strana celkovou kontrolu nad orgány místní samosprávy. Ty byly řízeny koalicí liberálních demokratů a radními labouristické strany. Od posledních voleb je však místní samospráva plně řízena Konzervativci.

## Zdravotní péče
V Harlow se nachází Nemocnice princezny Alexandry (Princess Alexandra Hospital), která je umístěna na okraji The High, což je oblast městského centra.
Je zde též soukromá nemocnice nazývaná The Rivers, která je umístěna na okraji Harlow.

## Vzdělání
V Harlow se nachází šest středních škol, většina z nich je nyní specializovaných, a jedna College (britská střední škola, kde se platí školné).
- Mark Hall – sportovní zaměření
- St. Marks – obchodní a podnikatelská specializace
- Burnt Mill – umělecké zaměření
- Stewards School – vědecká specializace
- Passmores School – technologická specializace
- Harlow College
- Saint Nicholas School

Brays Grove byla zavřena v roce 2008 kvůli klesajícímu počtu školou povinných studentů ve městě.
V osmdesátých a letech a následujících desetiletích byly zavřeny dvě střední školy, Latton Bush (nyní komerční a rekreační centrum) a Netteswell (nyní tvoří část kampusu Harlow College)je hlavní vzdělávací centrum, v němž je možné skládat zkoušky GCSE a A-levels a mnoho kurzů včetně kadeřnictví a kosmetiky, stavebnictví, mechaniky, ICT a nově také instalatérství. College prochází v současné době velkou regenerací a díky tomu bude otevřeno nové univerzitní centrum (partnerem je Anglia Ruskin University), které se bude zaměřovat hlavně na základní stupeň vysokoškolského vzdělání. Bude zde možné studovat širokou paletu předmětů, které odpovídají potřebám místních zaměstnavatelů.
Memorial University of Newfoundland má v Old Harlow rovněž malý mezinárodní kampus.

## Slavní obyvatelé (současní i bývalí)
- Victoria Beckhamová, zpěvačka, provdána za Davida Beckhama
- Gary O'Reilly, profesionální fotbalista a mediální odborník
- Steve Duke (The Duck), středový hráč a manažer Courage Athletic FC
- Rupert Grint, herec, který se proslavil ve filmech o Harrym Potterovi
- Brian Bonhomme a Steve Lambert, muzikanti (Roman Holliday)
- Ace, bývalý Gladiátor
- Neil Hanworth, tygří muž
- Kevin Adams, choreograf (Fame Academy)
- Darren Ambrose, fotbalista (Charlton Athletic)
- John Baine (Attila the Stockbroker), básník
- Michael Barrymore, TV osobnost
- Jackie Brambles, bývalá DJ Rádia 1
- Graham Cole, herec
- Dominic Colenso, herec (Thunderbirds, 2004)
- Peter Cousins, olympionik 2008
- John Mann, komik, spisovatel a sloupkař
- Michael French, herec
- Jade Goody, účastnice televizní reality show
- Steve Harcourt, hudebník
- Anthony Chapman, hudebník
- Steve Harris, baskytarista Iron Maiden
- Glenn Hoddle, ex-fotbalista a bývalý trenér Tottenham Hotspur, Chelsea a England
- Nick Kamen, model a zpěvák
- Richard Keogh, fotbalista ([Carlisle])
- Linda Lusardi, herečka
- Shaun Murphy, profesionální hráč snookeru (kulečníku)
- DJ Nihal, DJ a rozhlasový hmoderátor
- Eddie Piller, DJ, spoluzakladatel Acid Jazz Records
- Matthew Richards, fotbalista (Ipswich Town)
- Trevor Sorbie, slavný kadeřník
- Noel Thatcher MBE, paralympijský zlatý medailista
- John Urbanek, bývalý sloupkař Sunday Times – "Diary of a Day Trader"
- Jessie Wallace, herečka
- Luke Young, fotbalista (Aston Villa)
- Neil Young, fotbalista (Bournemouth)
- Acer Nethercott, veslování – kormidelník (olympionik)
- Stephanie de Sykes (dříve Lewis) – zpěvačka/herečka
- Ian Culverhouse (fotbalista) – Spurs, Norwich, Swindon, Brighton, asistent trenéra Colchesteru FC
- James Huckle, Atlet, britský šampion ve střelbě (10 metrů puška)
- Anne Wafula Strike, paralympička, atletka na invalidním vozíku

## Partnerská města
- Havířov, Česko
- Stavanger, Norsko
- Vélizy-Villacoublay, Francie